# Ґустав Геґі
Ґустав Геґі (13 листопада 1876, Рікенбах, кантон Цюрих — 23 квітня 1932, Ґольдбах, кантон Цюрих) — швейцарський ботанік. Його ім'я особливо пов'язане з редагуванням багатотомної роботи Illustrierte Flora von Mittel-Europa (Ілюстрована флора Центральної Європи), яка є однією з найповніших флор у світі. Вона містить широкі морфологічні, екологічні та фітогеографічні дані про всі види рослин, що зустрічаються в Центральній Європі.

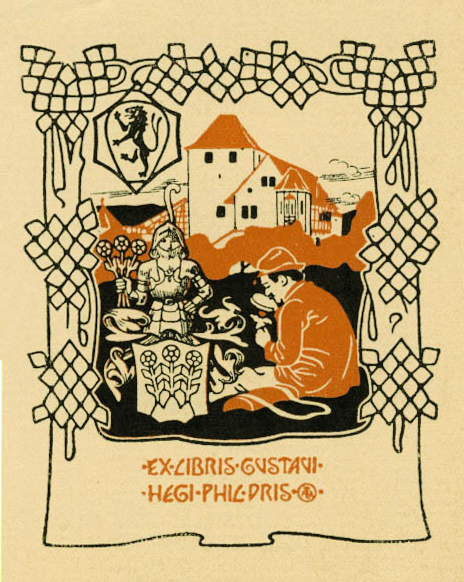
Екслібрис Ґустава Геґі

## Життя і кар'єра
Геґі здобув ступінь маґістра природничих наук в Цюрихському університеті в 1900 році. У 1905 році він здобув ступінь доктора філософії в Мюнхенському університеті імені Людвіга Максиміліана під керівництвом Карла фон Ґьобеля. Одночасно (1902–1908) він був куратором Мюнхенського ботанічного саду а з 1910 до 1926 року - надзвичайним професором ботаніки Мюнхенського університету.
Між 1908 і 1931 рр. Геґі написав (приблизно одну третину) і відредагував монументальну Illustrierte Flora von Mittel-Europa. Твір охоплював понад 7800 сторінок у 13 томах. Після його смерті наступні автори та групи авторів продовжують роботу і з'являються два переглянуті видання, останнє на сьогодні у 22 томах.
- Illustrierte Flora von Mittel-Europa. Mit besonderer Berücksichtigung von Deutschland, Oesterreich und der Schweiz. 1908–1931, 13 томів; JF Lehmanns Verlag, München (цифрове видання Університету та Державної бібліотеки Дюссельдорфа). Нове видання з 1935 р., Опубліковане Hanser Verlag, München, а згодом Verlag Paul Parey, Берлін.ISBN 3-489-72021-0.

Роботі передувала його спроба описати альпійську флору, яка вважалася першим вичерпним описом рослинного угруповання в альпійській тундрі.
- Alpenflora. Die verbreitetsten Alpenpflanzen von Bayern, Österreich und der Schweiz. 1905, J. F. Lehmanns Verlag, Munich; New edition published by Parey Verlag, 1977. Authorized English translation published by Blackie and Son[en] in 1930, translated by Winifred Margaret Deans[en].[4]